# Lac Winnipegosis
Le lac Winnipegosis est un lac d’eau douce d’origine glacière qui se situe à 300 km au nord-ouest de la ville de Winnipeg dans la province centrale du Manitoba au Canada. Sa superficie de 5 370 km2 fait de lui le onzième lac du Canada et le troisième lac du Manitoba après le lac Winnipeg et le lac Manitoba.

## Géographie
Le lac Winnipegosis est situé juste au sud du lac des Cèdres.
Il est long de 195 km et sa zone de captation des eaux de pluie couvre une zone de 49 825 km2 dans les provinces du Manitoba et de la Saskatchewan. Ses rivières tributaires comprennent la rivière du cerf rouge (Red Deer river), la rivière boisée (Woody river) et la rivière du cygne (Swan river). De lui sort la rivière de la Poule d'Eau (Waterhen river) qui se jette dans le lac Manitoba. Ses eaux se dirigent ainsi finalement vers la baie d’Hudson.
Son nom dérive du nom du lac Winnipeg. Le suffixe « osis » est là pour afficher sa plus petite taille. Winnipeg signifie « Eau boueuse » et Winnipegosis signifie « Petite eau boueuse ».
Le lac est reconnu pour la pêche aux brochets et pour d’autres espèces de poissons d’eau douce. Il est reconnu également pour ses populations d’oiseaux migrateurs qui en font une zone de chasse de premier ordre en automne.
Les municipalités autour du lac sont Camperville et au sud Winnipegosis (700 hab.)